# Efecto "Las mujeres son maravillosas"
El efecto "las mujeres son maravillosas" es el nombre que, en 1994, los investigadores estadounidenses Alice Eagly, Antonio Mladinic y Stacey Otto le dieron al resultado de una investigación que realizaron en la cual descubrieron que las mujeres eran evaluadas más favorablemente que los varones.

## Descripción
Según estos autores, la gente asocia los atributos más positivos con la categoría social general de la mujer en comparación con la de varón. Dentro del concepto de sexismo ambivalente, este efecto reflejaría un sesgo emocional hacia el género femenino como un caso general. La frase fue acuñada por Eagly y Mladinic (1994) después de encontrar que tanto los participantes masculinos como los femeninos de su experimento tendían a asignar rasgos mayormente positivos para el género femenino.
Los hombres también eran vistos de manera positiva, aunque no tanto. Las participantes femeninas mostraban un sesgo más pronunciado. Los autores suponen que la valoración general positiva de la mujer podría derivar de la relación entre las mujeres y su rol en la crianza.

## Sustento empírico
Eagly, Mladinic y Otto (1991) encontraron una fuerte evidencia de que las mujeres eran evaluadas favorablemente como una categoría social general y significativamente más que a los hombres
Se apoyaron en un experimento realizado en los Estados Unidos con más de 300 estudiantes universitarios, tanto hombres como mujeres, en el cual evaluaron las categorías sociales de hombres y mujeres, relacionando las características y expectativas de cada género a través de entrevistas, asociaciones de emociones y mediciones de respuestas libres. El resultado fue que las palabras consideradas como positivas, como "feliz", "bueno" y "paraíso", fueron atribuidas con mayor facilidad a las mujeres que a los hombres.Rudman y Goodwin (2004) llevaron a cabo algunas de las primeras investigaciones sobre los prejuicios de género, midiendo las preferencias de género sin preguntar directamente a los participantes.
Los sujetos, de la Universidad Purdue, en West Lafayette, Indiana, y la Universidad Rutgers, participaron en tareas computarizadas que medían actitudes automáticas basadas en la rapidez con que una persona categoriza atributos agradables o desagradables a cada género. Por ejemplo, las tareas podrían determinar si las personas asocian palabras agradables (bondad, vacaciones, y edén) con mujeres, y palabras desagradables (maldad, lodo y pelea) con los hombres. Los resultados, que estuvieron de acuerdo con el efecto "las mujeres son maravillosas", mostraron que mientras que tanto las mujeres como los hombres del estudio tenían una visión más favorable de la mujer, los prejuicios en el grupo de las mujeres eran cuatro veces más fuertes que en el de los hombres.
Ese estudio también encontró que esas personas favorecían en sus categorizaciones a sus madres por sobre sus padres y asociaban el sexo masculino con la violencia o la agresión. Como consecuencia, Rudman y Goodwin (2004) sugirieron que el vínculo con la madre y las actitudes de género influyen en la intimidación masculina. 
En otra parte del estudio, se midieron las actitudes de los adultos en función de sus reacciones a las categorías asociadas a las relaciones sexuales. Se reveló que a más encuentros sexuales que un hombre tenía, mayor era la probabilidad de que compartiera la percepción positivamente sesgada hacia las mujeres.